# Alan Freed

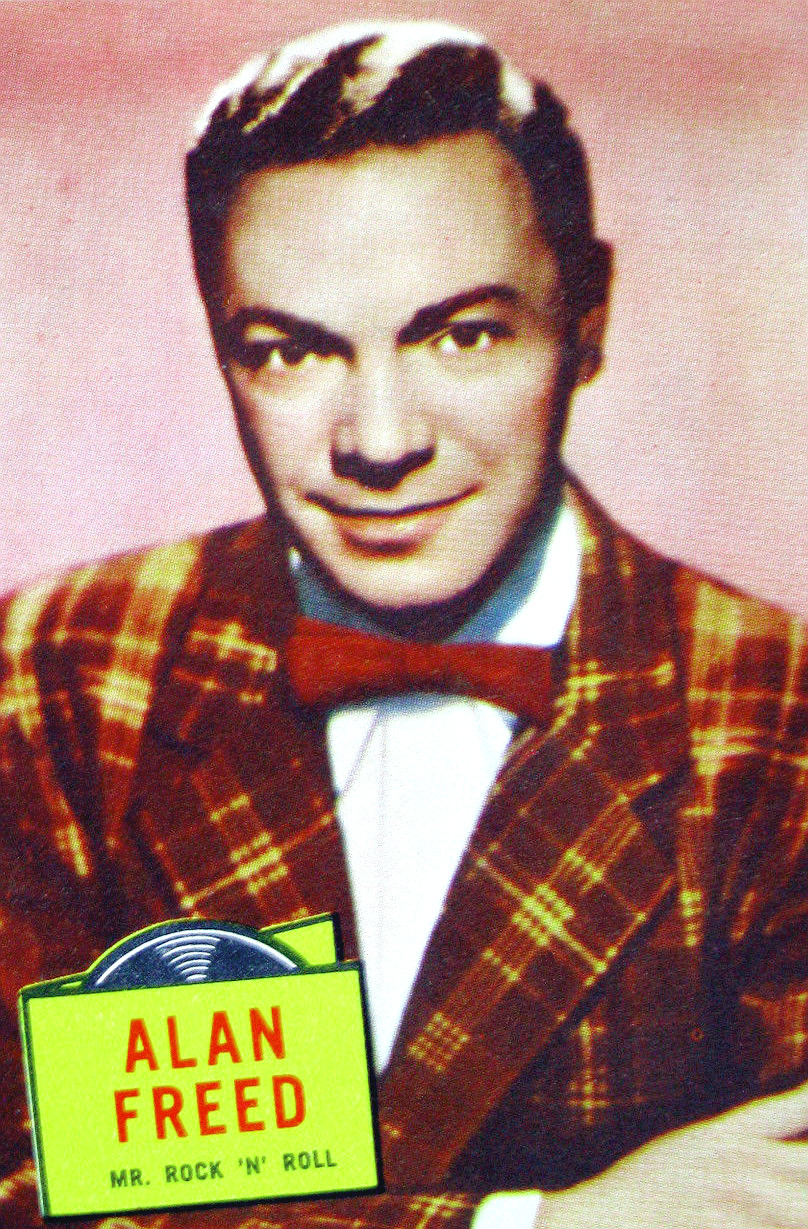
Alan Freed

Alan Freed (Windber, Pennsylvania, 15 december 1921 - Palm Springs, Californië, 20 januari 1965), ook bekend als Moondog, was een Amerikaans diskjockey. Hij werd bekend omdat hij al vanaf 1951 snelle rhythm-and-blues onder de naam rock-'n-roll promootte.

## Biografie

### Jeugd
Albert James "Alan" Freed werd 15 december 1921 in Windber geboren. Zijn ouders waren Maud Palmer en Charles S. Freed. In 1933 verhuisde zijn familie naar Salem, waar hij in 1940 zijn diploma haalde. Op de middelbare school had Freed een band opgericht, de Sultans of Swing, waarin hij trombone speelde. Zijn oorspronkelijke ambitie was orkestleider te worden, maar dit was door een oorinfectie niet mogelijk. Toen hij op de, met de hogeschool vergelijkbare, college zat raakte hij geïnteresseerd in de radio. Snel na de Tweede Wereldoorlog begon Freed een radiocarrière.

### Carrière
Hoewel Freed zichzelf de "father of rock and roll" noemde, was hij niet de eerste die deze muziekstijl op de radio draaide. Hij was echter wel de eerste die de term "rock and roll" gebruikte.
Alan Freed is in de jaren vijftig erg belangrijk geweest voor de integratie van Afro-Amerikanen in de samenleving, in een tijd waarin rassenscheiding normaal was. Vooral Little Richard heeft altijd benadrukt hoe belangrijk Alan Freed is geweest bij de verspreiding van rock-'n-roll (in Amerika).
Freed was een van de organisatoren van het "Moondog Coronation Ball", dat 21 maart 1952 werd gehouden in de Cleveland Arena. Het evenement staat bekend als het eerste rock-'n-rollconcert. Hoewel de arena slechts plaats had voor ongeveer 10.000 personen, kwamen er een geschatte 20.000. Hierdoor werd het concert beëindigd door de brandweer. Dit evenement fungeerde als springplank voor Freeds carrière.
Freeds anti-racistische houding wordt duidelijk door zijn verschijning in films waarin veel vooraanstaande Afro-Amerikaanse rock-'n-rollmuzikanten speelden. In de film Rock, Rock, Rock uit 1956 zegt hij het volgende: "Rock and roll is a river of music that has absorbed many streams: rhythm and blues, jazz, rag time, cowboy songs, country songs, folk songs. All have contributed to the big beat."

### Problemen met de wet en het payolaschandaal
In 1958 vertelde Freed in Boston tegen het publiek het volgende: "The police don't want you to have fun." Hiervoor werd hij gearresteerd vanwege het uitlokken van rellen.
Freeds carrière eindigde wegens beschuldigingen van payola. Verder was er nog belangenverstrengeling als medeschrijver van enkele nummers (waaronder Chuck Berry's Maybellene), waardoor het voor hem gunstig werd om deze nummers vaak te draaien en extra te promoten. Freeds naam werd later weggehaald van de credits.
Freed verloor zijn populaire radioprogramma in 1960, toen payola illegaal was gemaakt. In 1962 bekende Freed dat hij schuldig was aan twee beschuldigingen van omkoping, waarvoor hij een boete kreeg en een voorwaardelijke straf.

### Huwelijken en kinderen
Op 22 augustus 1943 trouwde Alan Freed met Betty Lou Bean, beide waren toen 21 jaar oud. Ze kregen twee kinderen, Alana Freed en Lance Freed. Op 2 december 1949 scheidde het paar. Betty Lou kreeg voogdij.
In 1950 trouwde Freed opnieuw, met Marjorie J. Hess. Zij kregen samen ook twee kinderen, Sieglinde Freed en Alan Freed, Jr. In 1958 scheidde het paar. Marjorie J. Hess kreeg voogdij.
In 1959 trouwde Freed voor de derde keer, met Inga L. Bolingwhom, met wie hij getrouwd bleef tot hij 20 januari 1965 op 43-jarige leeftijd overleed. Zijn as wordt sinds 21 maart 2002 in de Rock and Roll Hall of Fame bewaard.

### Na zijn dood
In 1978 kwam de film American Hot Wax uit, die over Freeds leven en zijn bijdrage aan de rock-'n-roll gaat. In de film spelen onder andere sterren als Chuck Berry en Jerry Lee Lewis zichzelf. Alan Freed staat sinds de opening in 1986 in de Rock and Roll Hall of Fame, sinds 1988 in de Radio Hall of Fame en later is hij in de Rockabilly Hall of Fame opgenomen.
De naam van Alan Freed wordt genoemd in het nummer Do you remember Rock'n'roll radio van de Ramones.